# Лозуватка (Компаніївська селищна громада)
Лозува́тка — село в Україні, у Компаніївській селищній громаді Кропивницького району Кіровоградської області. До 2020 орган місцевого самоврядування — Лозуватська сільська рада. Населення становить 764 особи.

## Історія
Станом на 1886 рік у колишньому власницькому селі, центрі Лозуватської волості Єлисаветградського повіту Херсонської губернії, мешкало 208 осіб, налічувалось 32 дворових господарства, існувала школа.
Неподалік знаходилося колишнє село Граніт.

## Населення
Згідно з переписом УРСР 1989 року чисельність наявного населення села становила 813 осіб, з яких 379 чоловіків та 434 жінки.
За переписом населення України 2001 року в селі мешкало 767 осіб.

### Мова
Розподіл населення за рідною мовою за даними перепису 2001 року:
| Мова       | Відсоток |
| ---------- | -------- |
| українська | 96,73 %  |
| вірменська | 1,18 %   |
| російська  | 1,05 %   |
| молдовська | 0,92 %   |
| білоруська | 0,13 %   |

## Пам'ятки
Поряд знаходяться Лозуватські скелі.